# Landkreis Mainz-Bingen
Landkreis Mainz-Bingen er en landkreis i den østlige del af Rheinland-Pfalz i Tyskland.
Kreisen grænser op til Rhinen og den kredsfrie by Mainz, der hovedstad i delstaten.
Ingelheim am Rhein er kreisens hovedby. Her blev den danske konge Harald Klak døbt i år 826, og herfra drog munken Ansgar ud som Nordens apostel. Byerne Nieder-Olm og Bingen am Rhein ligger også i kreisen.
En del af Oberes Mittelrheintal, der er et verdensarvsområde under UNESCO, ligger i kreisen.

## Byer og kommuner
Kreisen havde 246035  indbyggere pr.  2018-12-31

Byer:
- 1. Bingen am Rhein * (25659)
- 2. Budenheim (8641)
- 3. Ingelheim am Rhein, administrationsby (25010)

Forbundskommuner (Verbandsgemeinden), med tilhørende kommuner
(* markerer administrationsby)
| - 1. Verbandsgemeinde Bodenheim 1. Bodenheim * (7736) 2. Gau-Bischofsheim (2139) 3. Harxheim (2387) 4. Lörzweiler (2310) 5. Nackenheim (5725) - 2. Verbandsgemeinde Gau-Algesheim 1. Appenheim (1388) 2. Bubenheim (833) 3. Engelstadt (722) 4. Gau-Algesheim, by * (6827) 5. Nieder-Hilbersheim (653) 6. Ober-Hilbersheim (1003) 7. Ockenheim (2641) 8. Schwabenheim an der Selz (2579) - 3. Verbandsgemeinde Heidesheim am Rhein 1. Heidesheim am Rhein * (7619) 2. Wackernheim (2517) | - 4. Verbandsgemeinde Nieder-Olm 1. Essenheim (3571) 2. Jugenheim in Rheinhessen (1601) 3. Klein-Winternheim (3593) 4. Nieder-Olm, by * (10150) 5. Ober-Olm (4482) 6. Sörgenloch (1247) 7. Stadecken-Elsheim (4874) 8. Zornheim (3865) - 5. Verbandsgemeinde Rhein-Nahe [adm: Bingen am Rhein] 1. Bacharach, Stadt (1868) 2. Breitscheid (131) 3. Manubach (300) 4. Münster-Sarmsheim (2957) 5. Niederheimbach (780) 6. Oberdiebach (817) 7. Oberheimbach (546) 8. Trechtingshausen (1047) 9. Waldalgesheim (4029) 10. Weiler bei Bingen (2576) | - 6. Verbandsgemeinde Rhein-Selz 1. Dalheim (1021) 2. Dexheim (1442) 3. Dienheim (2221) 4. Dolgesheim (1015) 5. Dorn-Dürkheim (999) 6. Eimsheim (531) 7. Friesenheim (720) 8. Guntersblum (3857) 9. Hahnheim (1572) 10. Hillesheim (652) 11. Köngernheim (1310) 12. Ludwigshöhe (548) 13. Mommenheim (3127) 14. Nierstein, by (8443) 15. Oppenheim , by * (7562) 16. Selzen (1504) 17. Uelversheim (1102) 18. Undenheim (2972) 19. Weinolsheim (682) 20. Wintersheim (288) - 7. Verbandsgemeinde Sprendlingen-Gensingen 1. Aspisheim (854) 2. Badenheim (605) 3. Gensingen (3962) 4. Grolsheim (1297) 5. Horrweiler (778) 6. Sankt Johann (849) 7. Sprendlingen * (4200) 8. Welgesheim (574) 9. Wolfsheim (764) 10. Zotzenheim (615) |